# 中国養生
中国養生とは、食事の構造を調整し、良好な生活習慣と適切な運動を維持することによって、病気を予防し、老化を遅らせ、健康を増進し、体を丈夫にする養生方法を指す。

## 解説
養生は心身のバランスを保ち、過労や不安を避けることを強調し、薬食同源、漢方医の食事調理などの方法を重視して健康を維持する。中国文化の中で、養生は重要な生活様式であり、長い歴史と豊かな伝統を持っている。
合理的な食事の組み合わせ、適度な運動、良好な勤務規則、心理調整などの方式を過ぎて、体の健康を高めて、疾病を予防して、老化を遅らせる1種の生活様式。中国では養生は重要な文化伝統とされ、広く重視され、尊重されている。人々は良い養生方法を通じて、体をバランスさせ、体質を強め、免疫力を高め、長寿健康の目的を達成できると信じている。養生も修身養性の修行方式と見なされ、心身の健康の全面的な発展に役立つ。

## 関連
- 中国養生思想